# Veitsmühle (Bad Königshofen im Grabfeld)
Veitsmühle ist ein Gemeindeteil der Stadt Bad Königshofen im Grabfeld im unterfränkischen Landkreis Rhön-Grabfeld in Bayern.

## Lage
Die Einöde liegt direkt am Weißbach östlich von Eyershausen.

## Geschichte
Erstnennung 1317: Goltze Marschalk von Struve erhält die Mühle von den Hennebergern als Lehen. 1494 Hans Here als neuer Lehnsnehmer. 1574 zum Amt Römhild. Ab 1832 Veits Mühle.